# Музей Августа Хорьха
August Horch Museum Zwickau (с нем. — «Музей Августа Хорьха Цвиккау») — автомобильный музей в городе Цвиккау, Саксония, Германия. Открытый в 2004 году, он охватывает историю автомобильного строительства в Цвиккау, где находился центр Horch и Audi до Второй мировой войны и Trabant во времена ГДР.
Музей находится в здании бывшего завода, где Август Хорьх основал компанию Audi Automobilwerke GmbH в 1910 году. Его владелец и оператор — некоммерческая компания, принадлежащая поровну Audi AG и городу Цвиккау.

## Галерея

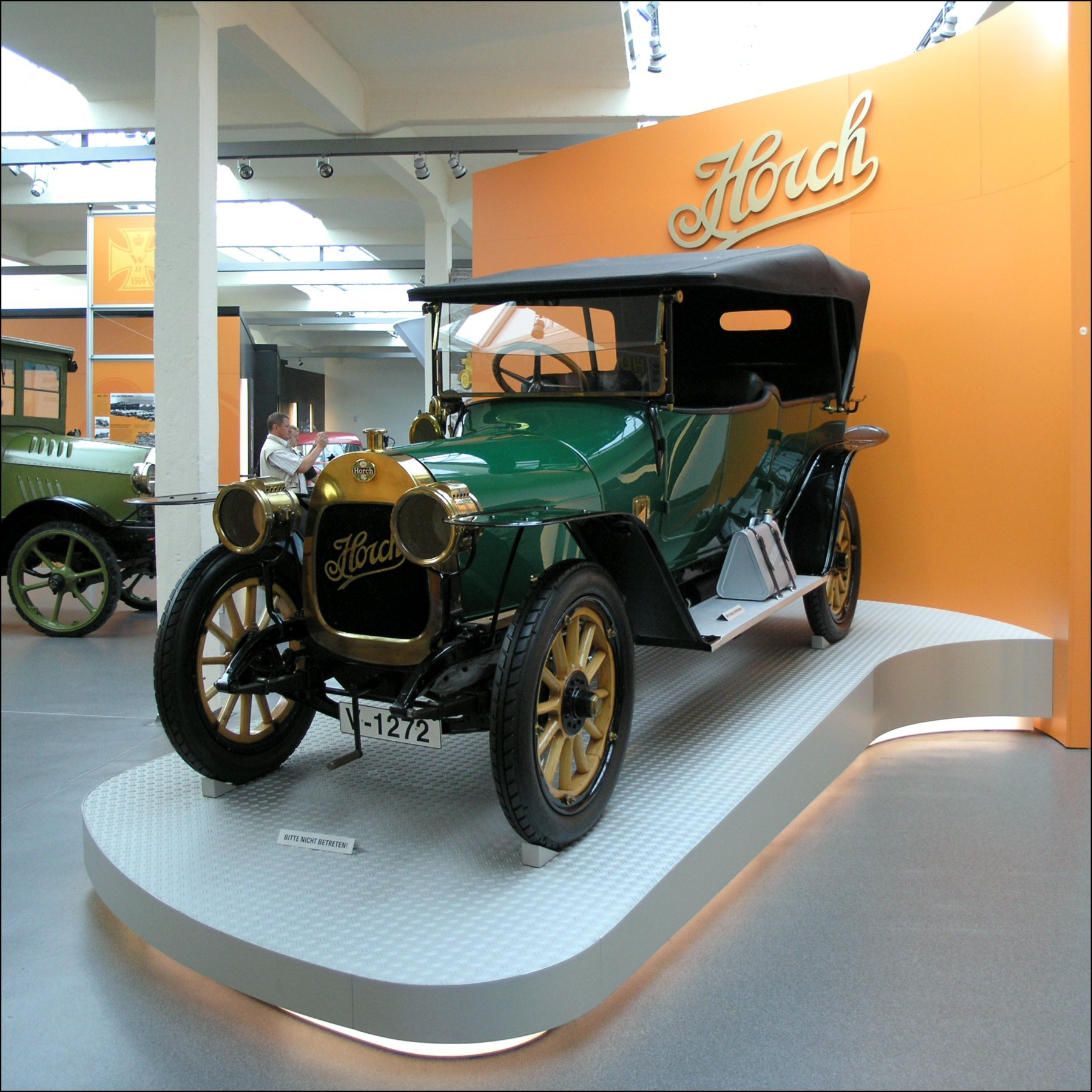
Horch 12/28 PS (1912)
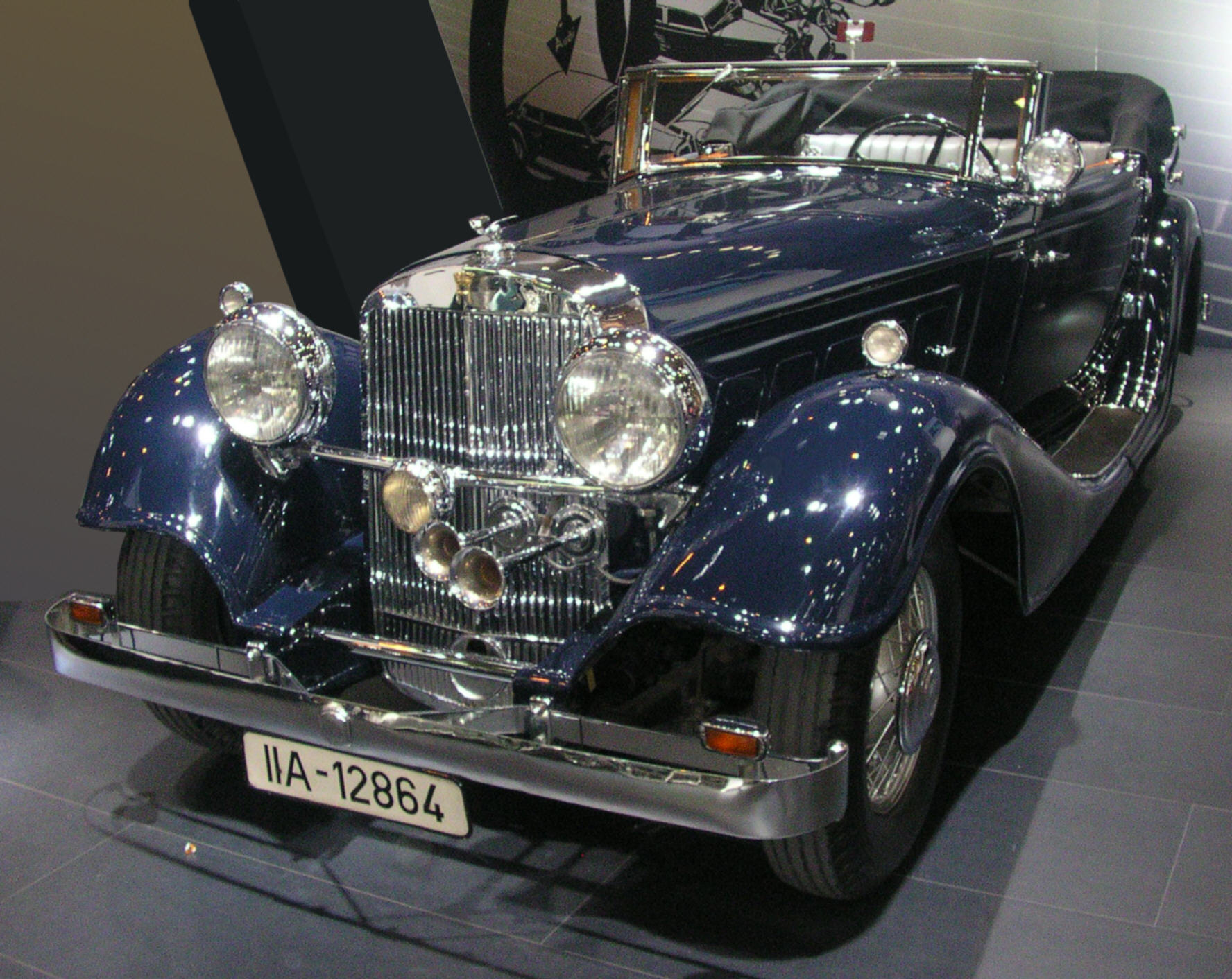
Horch 670-V12 (1932)
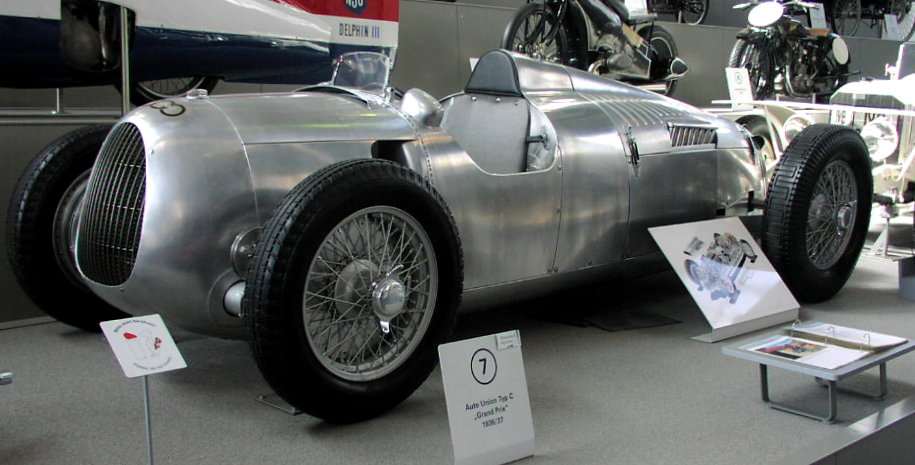
Auto Union Typ C (1936)
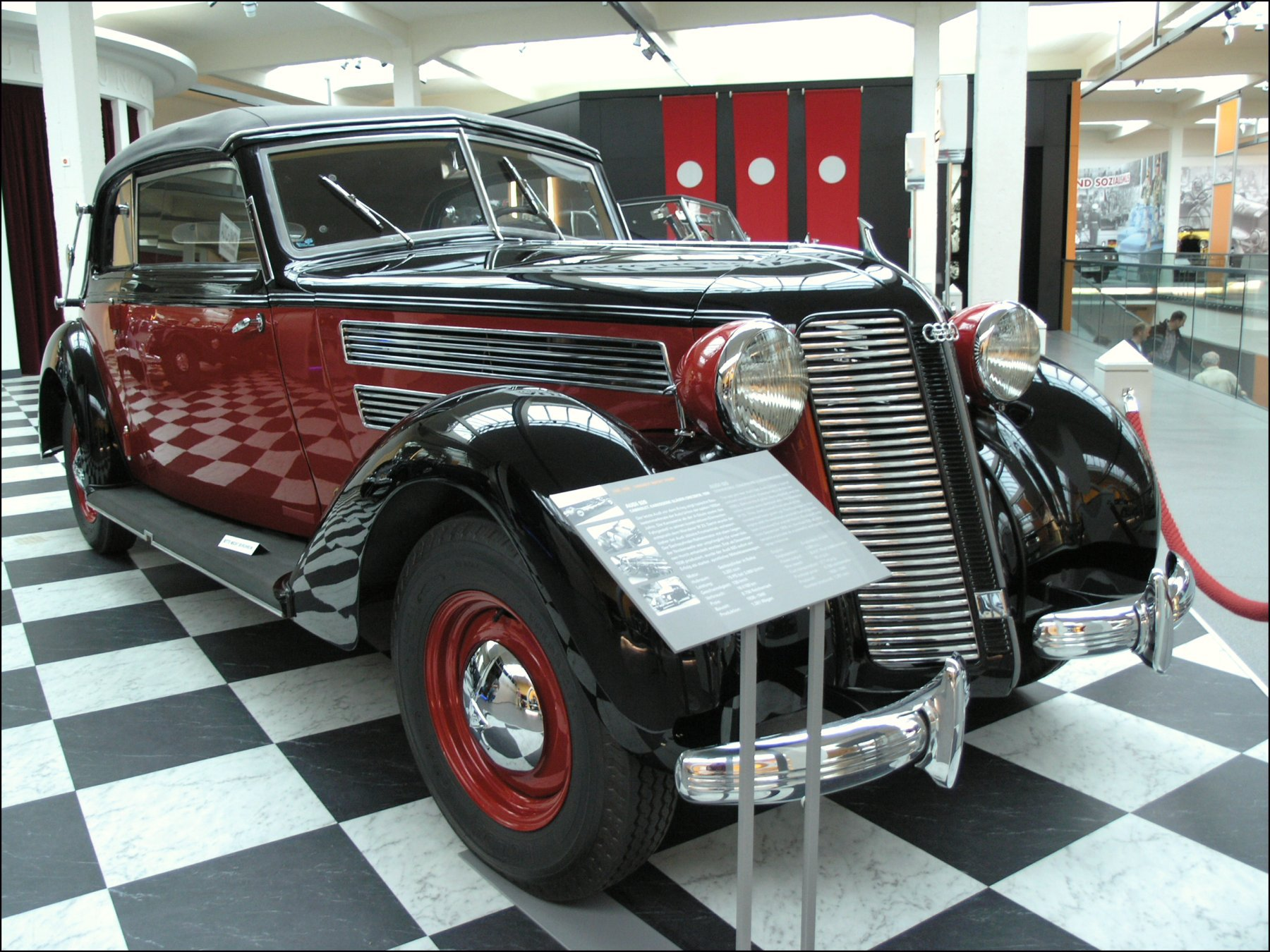
Audi 920 (1939)
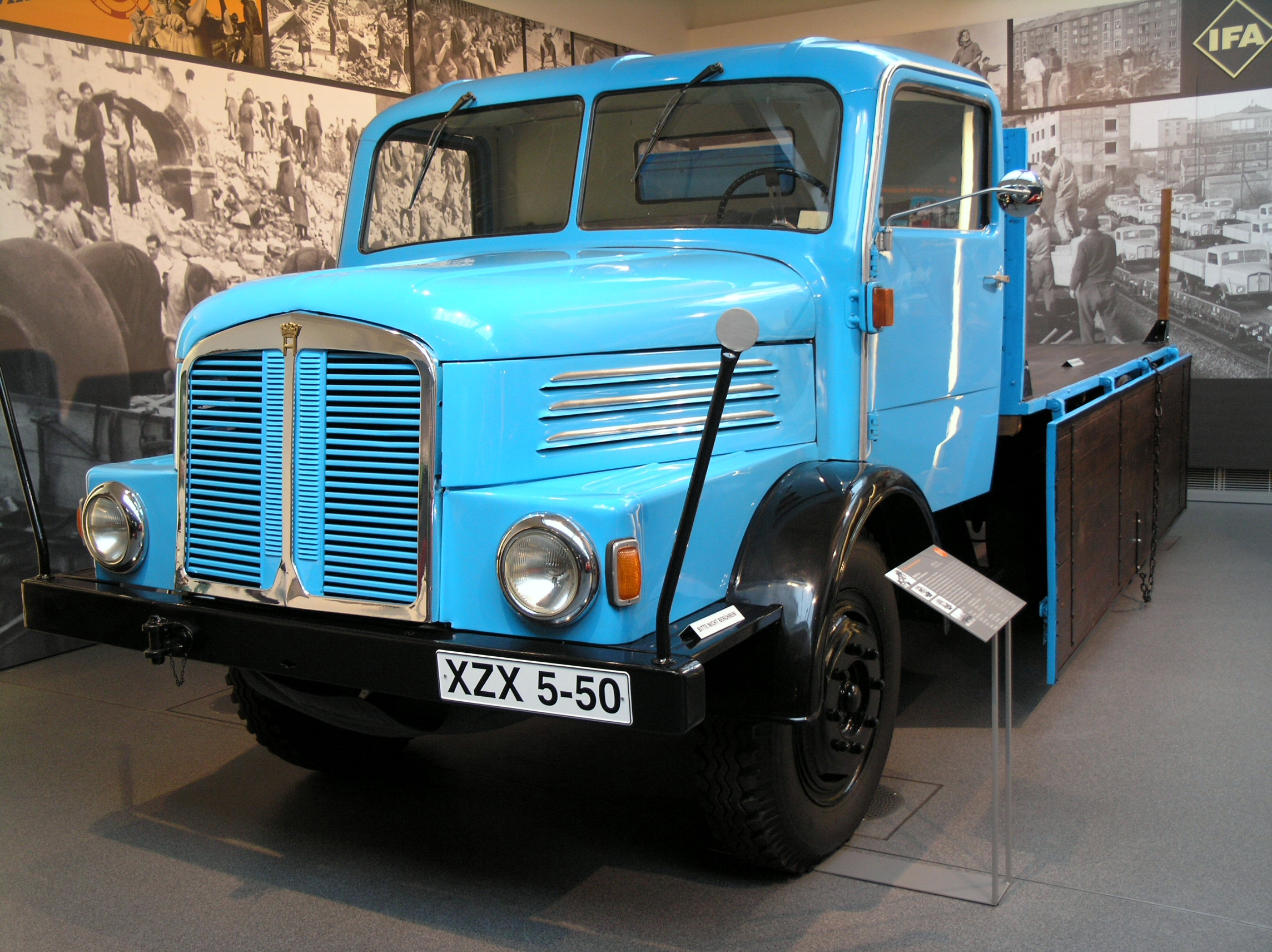
3,5-to-Lkw Horch H3A (1954)
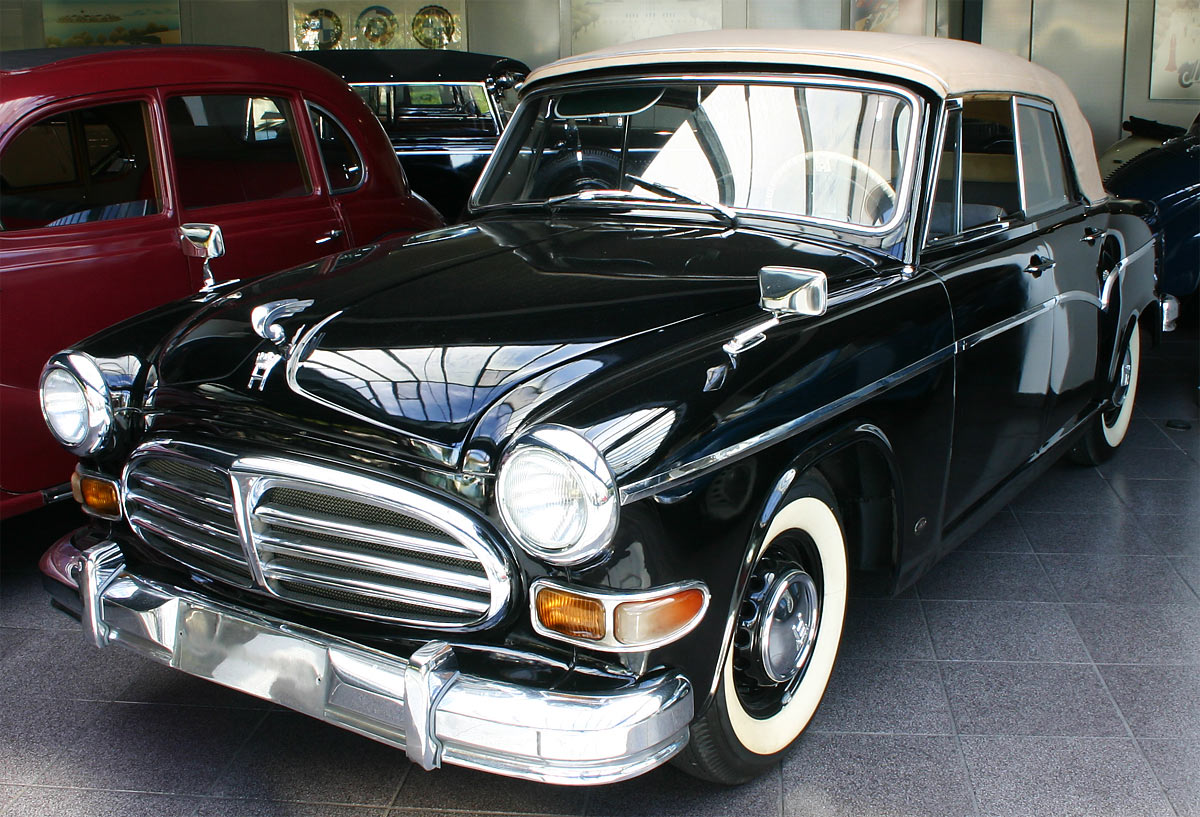
Horch P240 Cabriolet (1956)
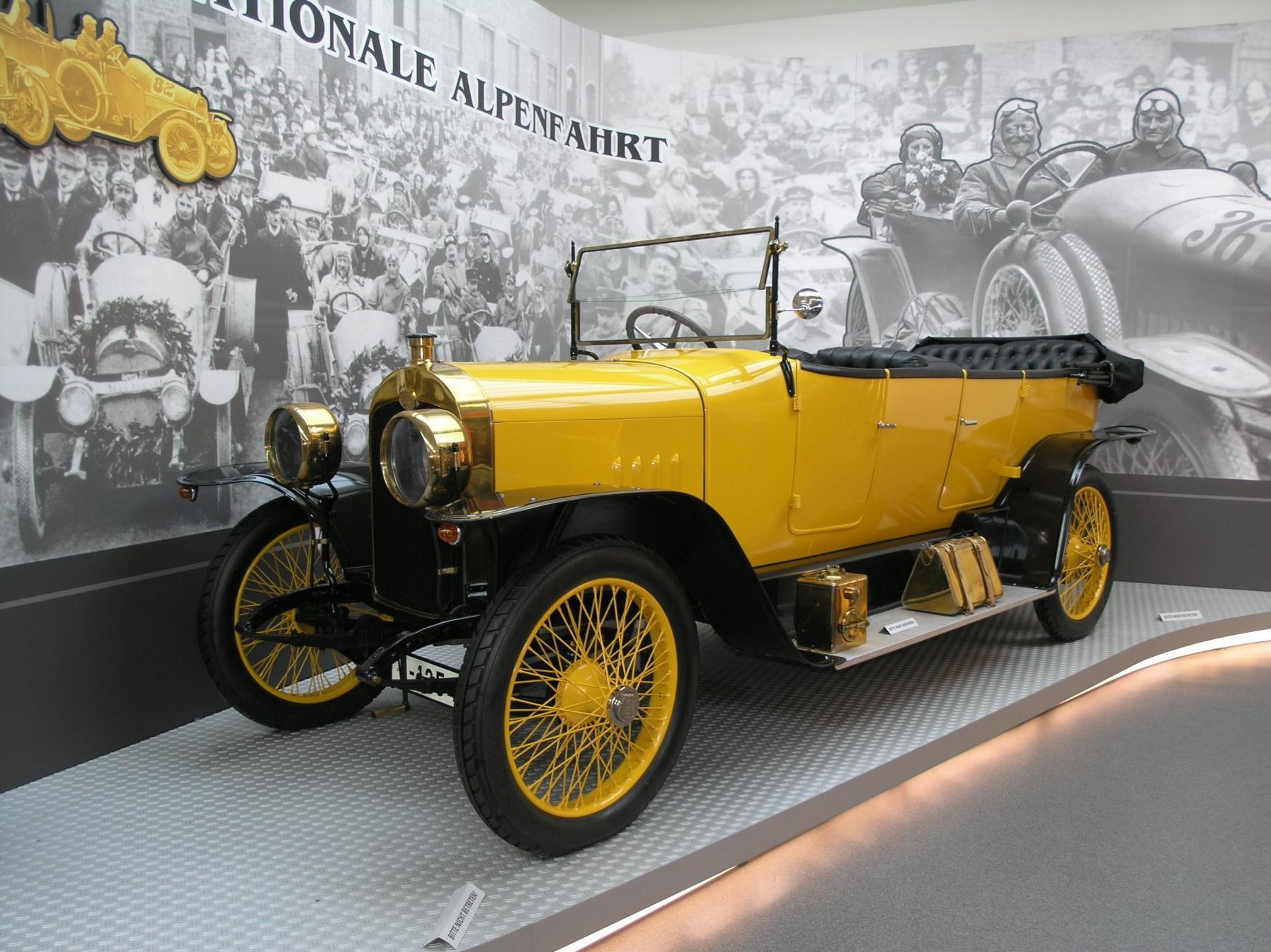
Audi Typ C (1913)
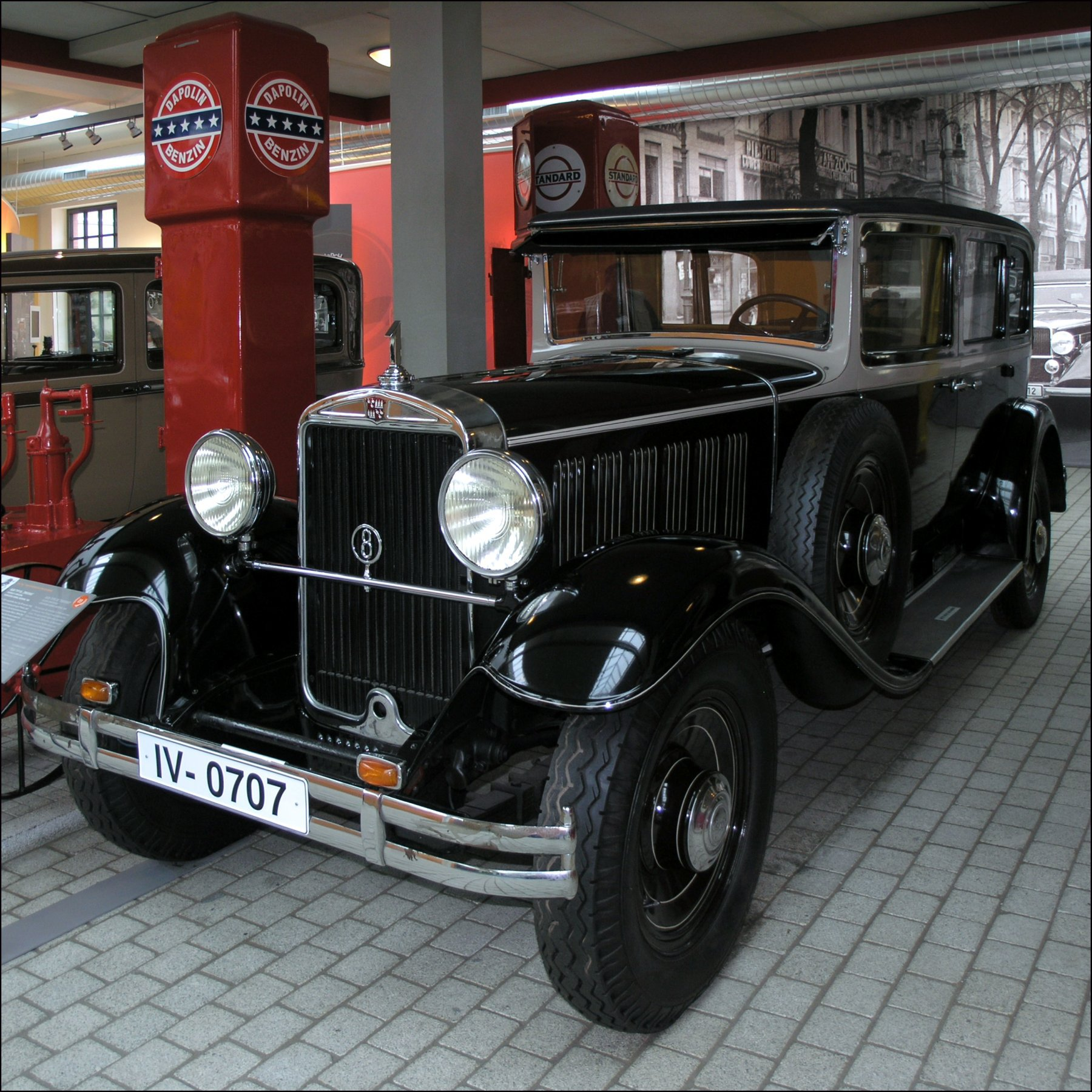
Audi Zwickau (1930)
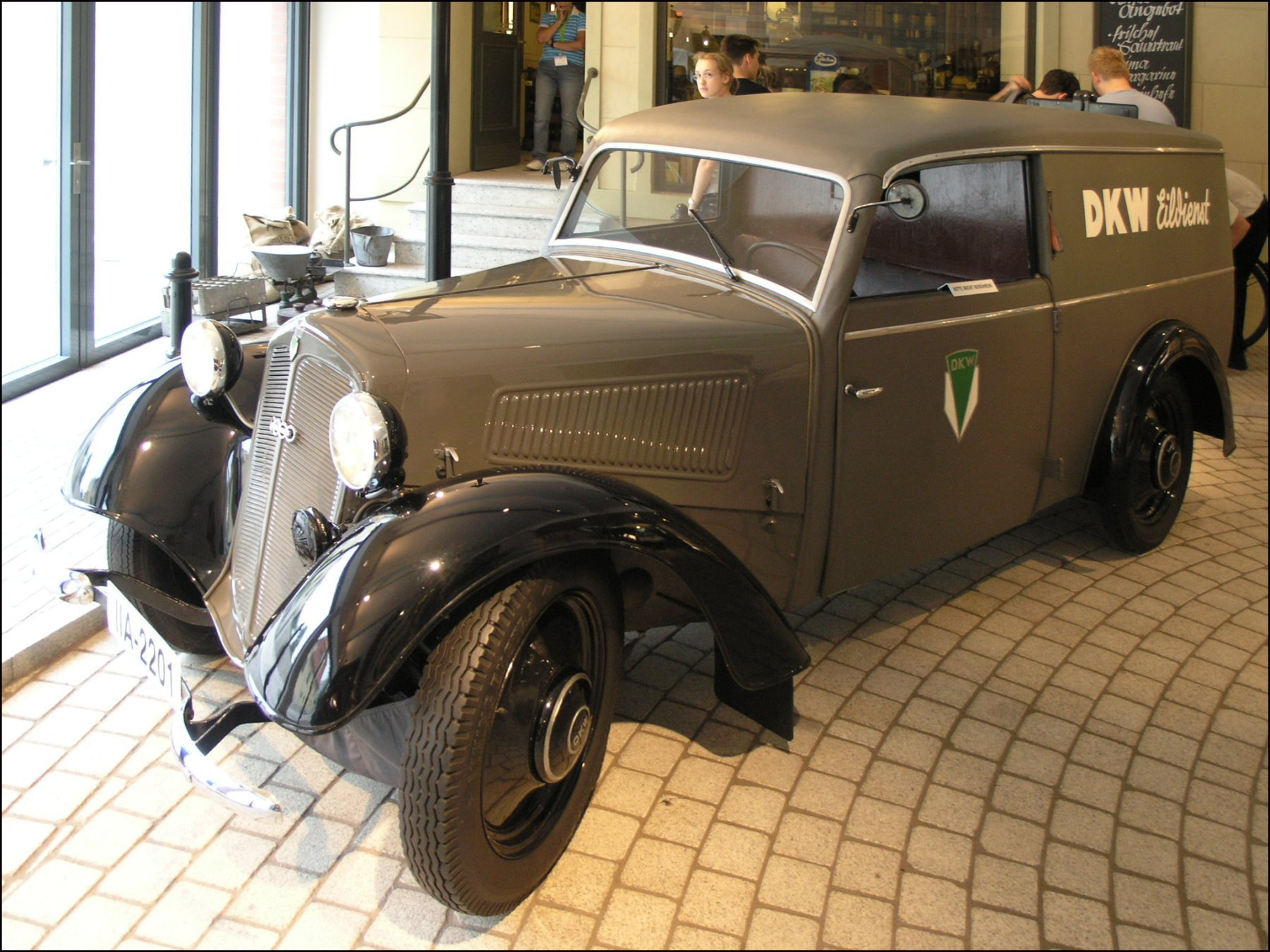
DKW F7 (1938)
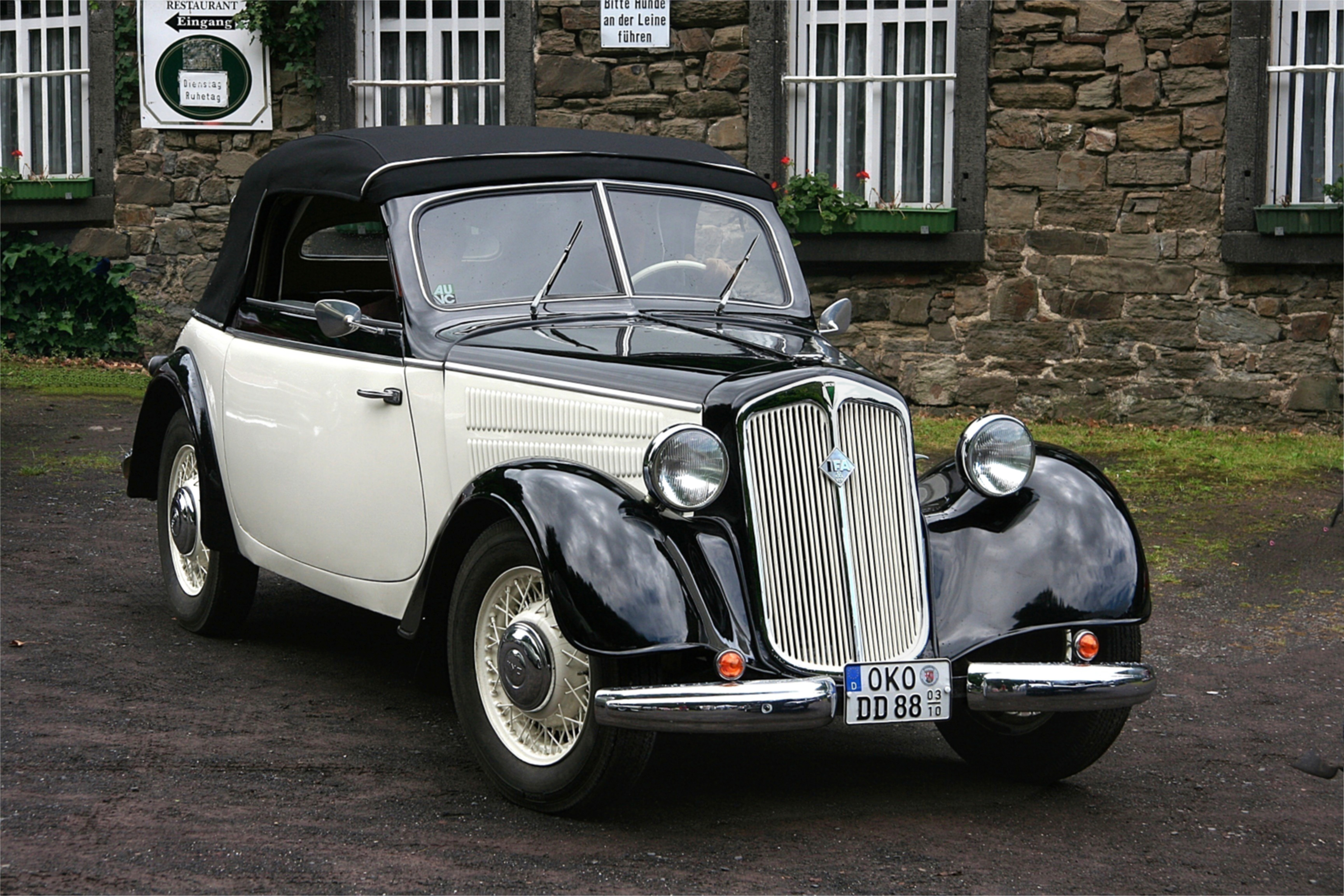
IFA F8 (1954)
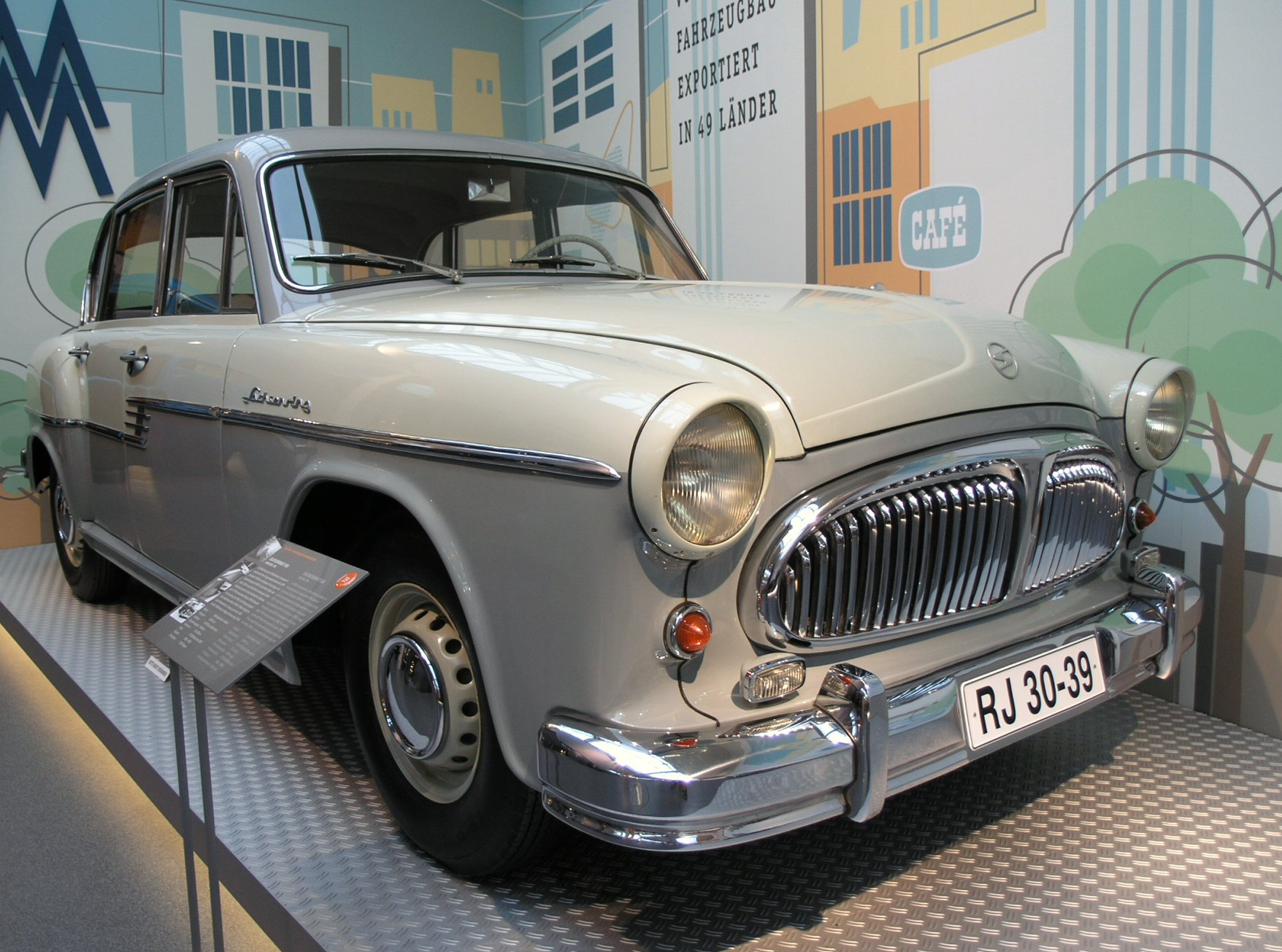
Sachsenring P240 (1958)
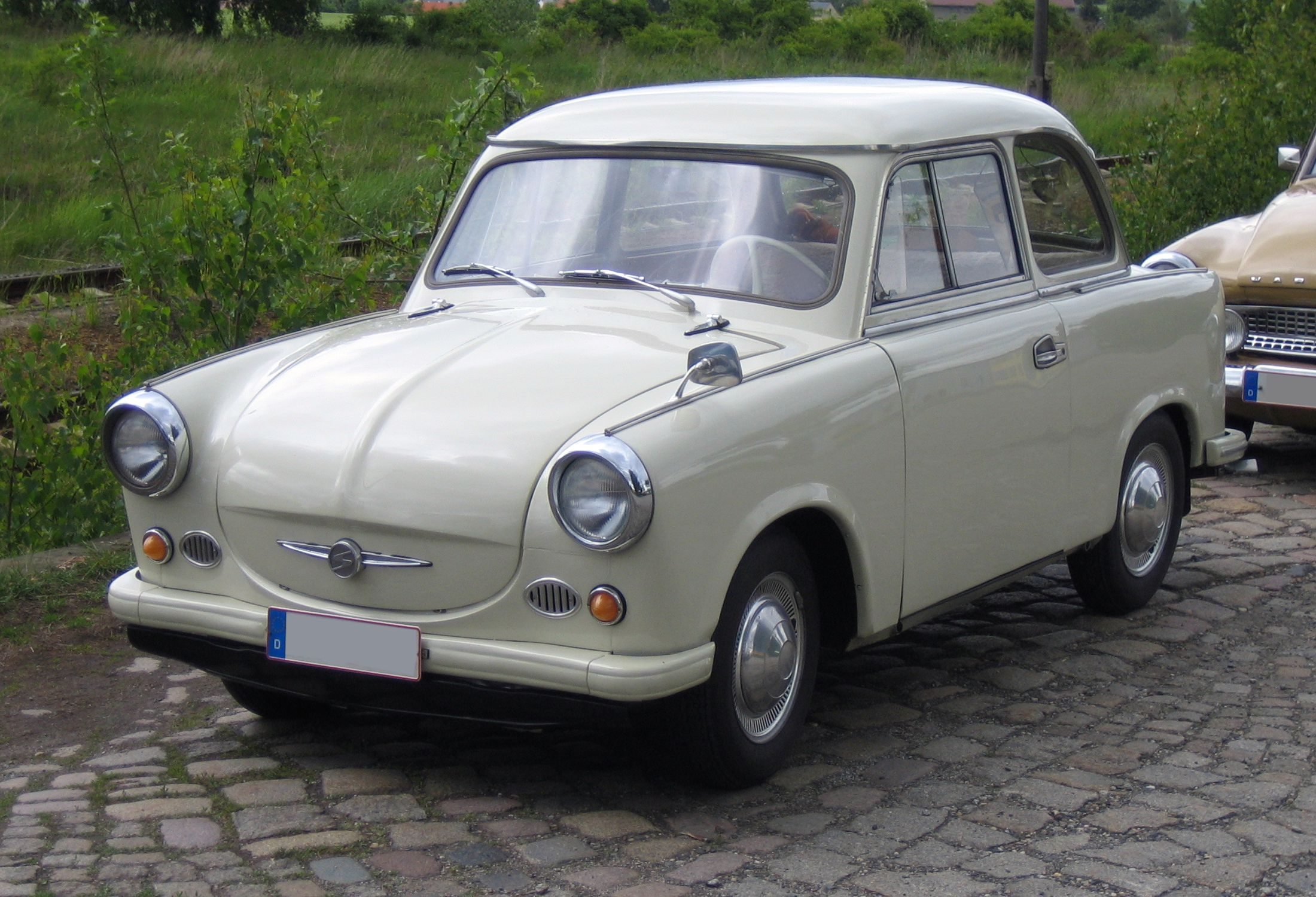
Trabant P50 (1957–1962)
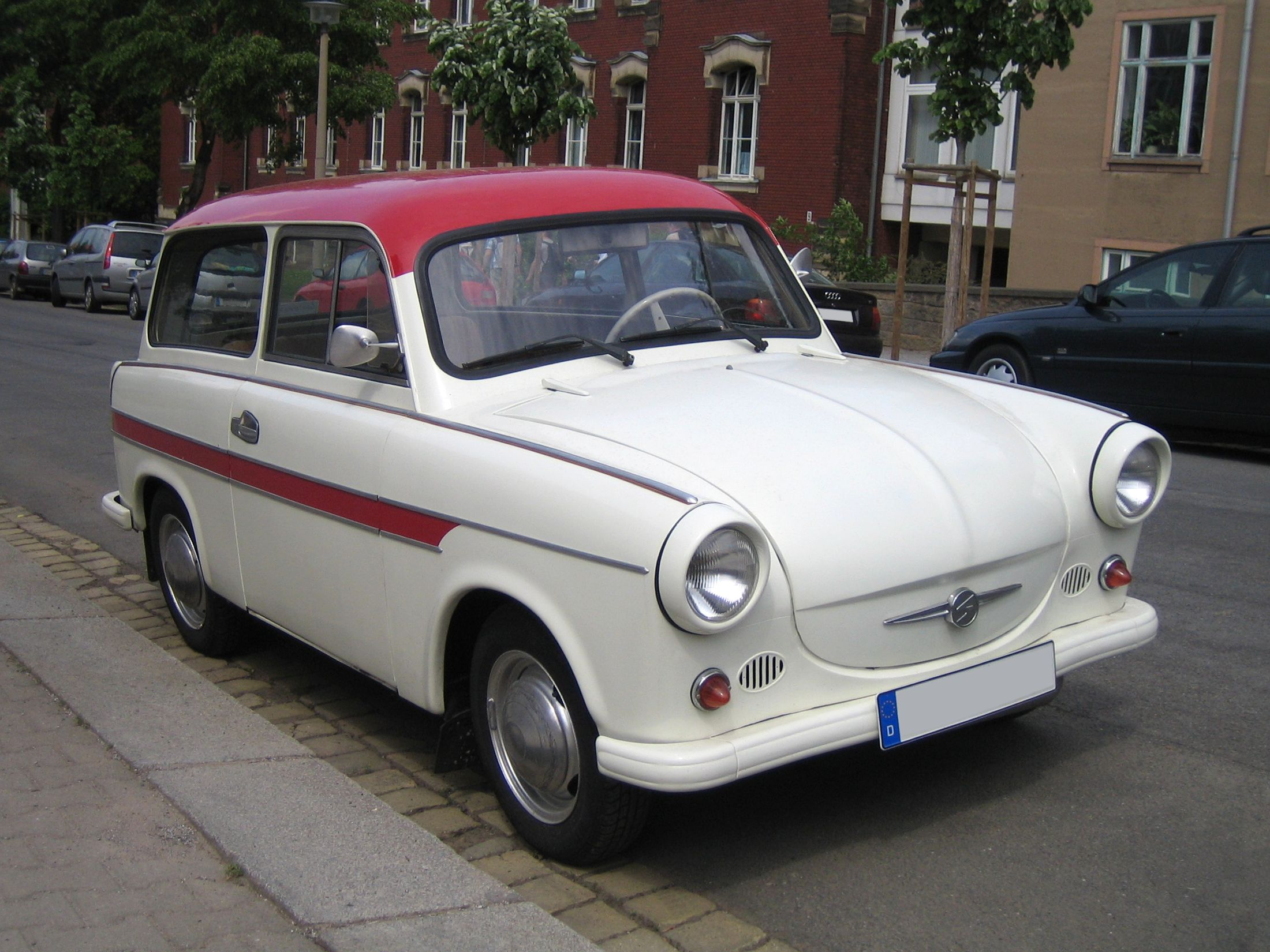
Trabant 600 Kombi (1962–1964)
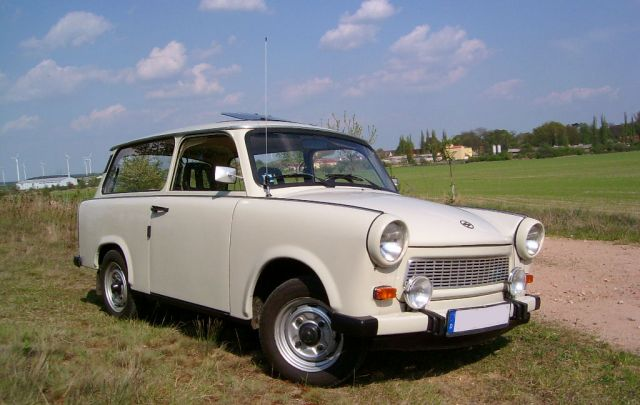
Trabant 601 Kombi (1964–1990)
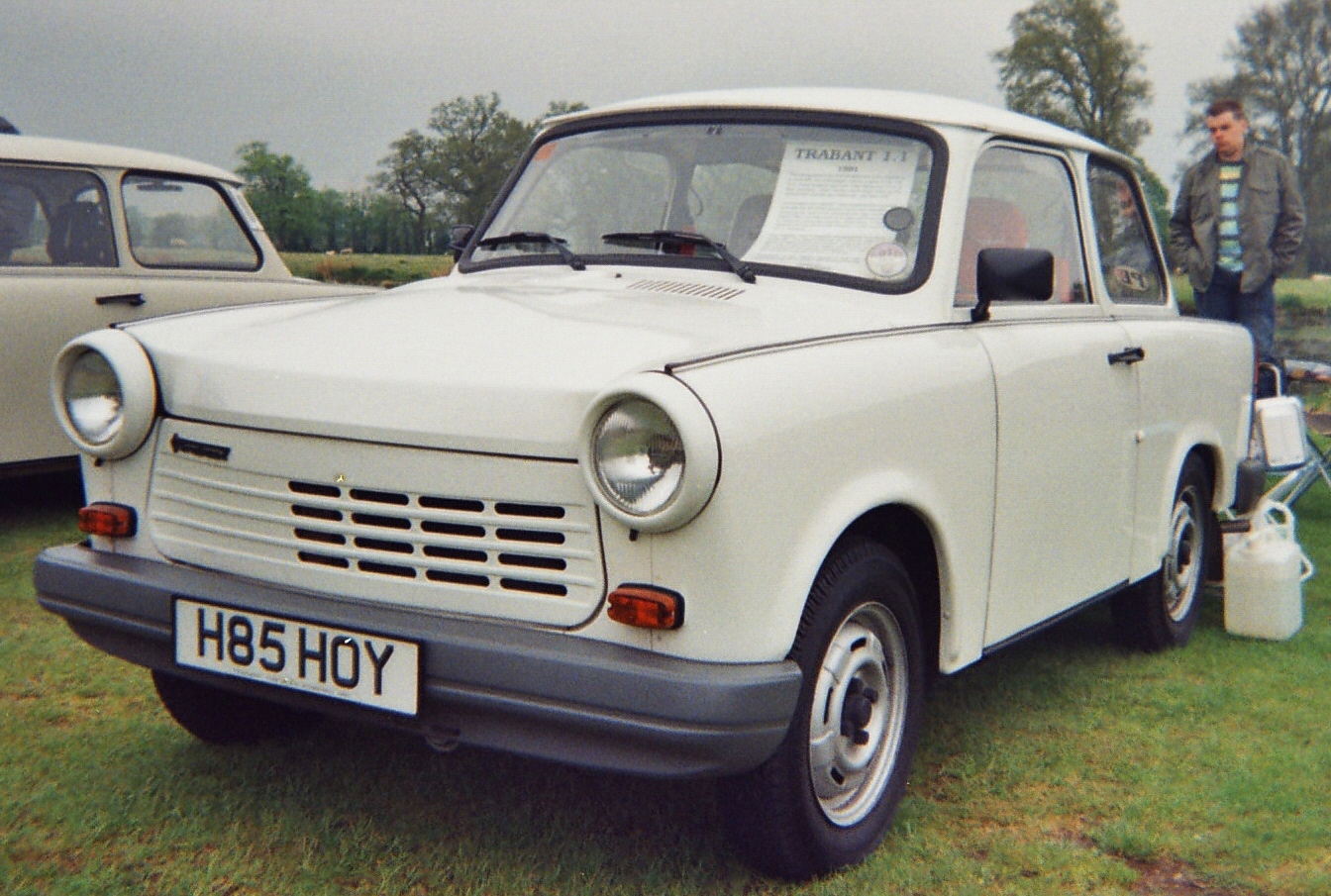
Trabant 1.1 (1990–1991)